# Đường Võ Văn Kiệt, Hà Nội
Đường Võ Văn Kiệt là một trong những tuyến đường giao thông lớn. Tuyến đường đi qua 3 huyện là Mê Linh, Đông Anh và Sóc Sơn. Chiều dài toàn tuyến đường là 11 km, rộng 23m; kéo dài từ phía bắc cầu Thăng Long đến Sân bay quốc tế Nội Bài trên đường xuyên Á AH14.

## Quá trình hình thành tuyến đường
Đường Võ Văn Kiệt trước đây là đường cao tốc Bắc Thăng Long, được gắn biển ngày 7 tháng 2 năm 2015 dựa theo tên của vị danh nhân cùng tên. Tuyến đường này đi song song với đường Võ Nguyên Giáp (Hà Nội), khi đến Sân bay quốc tế Nội Bài thì gặp nhau.

## Lộ trình chi tiết
| Giao lộ                                                                             | Tuyến đường kết nối                                                                      | Vị trí                                                                 | Vị trí                                                                 | Vị trí                                                                 | Vị trí                                                                 | Ghi chú                                                                |
| Kết nối trực tiếp với đường Võ Nguyên Giáp tại Sân bay Quốc tế Nội Bài              | Kết nối trực tiếp với đường Võ Nguyên Giáp tại Sân bay Quốc tế Nội Bài                   | Kết nối trực tiếp với đường Võ Nguyên Giáp tại Sân bay Quốc tế Nội Bài | Kết nối trực tiếp với đường Võ Nguyên Giáp tại Sân bay Quốc tế Nội Bài | Kết nối trực tiếp với đường Võ Nguyên Giáp tại Sân bay Quốc tế Nội Bài | Kết nối trực tiếp với đường Võ Nguyên Giáp tại Sân bay Quốc tế Nội Bài | Kết nối trực tiếp với đường Võ Nguyên Giáp tại Sân bay Quốc tế Nội Bài |
| ----------------------------------------------------------------------------------- | ---------------------------------------------------------------------------------------- | ---------------------------------------------------------------------- | ---------------------------------------------------------------------- | ---------------------------------------------------------------------- | ---------------------------------------------------------------------- | ---------------------------------------------------------------------- |
| Ngã tư Nội Bài                                                                      | Quốc lộ 2                                                                                | Hà Nội                                                                 | Sóc Sơn                                                                | Thanh Xuân                                                             | Thanh Xuân                                                             |                                                                        |
| IC Nội Bài                                                                          | Đường cao tốc Nội Bài – Lào Cai Đường cao tốc Nội Bài – Bắc Ninh – Hạ Long ( Quốc lộ 18) | Hà Nội                                                                 | Sóc Sơn                                                                | Phú Cường                                                              | Phú Cường                                                              |                                                                        |
| Ngã tư Quang Minh                                                                   | Đường Quang Minh Đường Thụy Hà                                                           | Hà Nội                                                                 | Mê Linh                                                                | Quang Minh                                                             | Quang Minh                                                             |                                                                        |
| Ngã ba KCN Quang Minh                                                               | Khu công nghiệp Quang Minh                                                               | Hà Nội                                                                 | Mê Linh                                                                | Quang Minh                                                             | Quang Minh                                                             |                                                                        |
| Ngã ba Đường Mê Linh                                                                | Đường Mê Linh                                                                            | Hà Nội                                                                 | Đông Anh                                                               | Nam Hồng                                                               | Nam Hồng                                                               | Chỉ đi đường Mê Linh hướng đi cầu Thăng Long                           |
| Cầu vượt Nam Hồng                                                                   | Quốc lộ 23                                                                               | Hà Nội                                                                 | Đông Anh                                                               | Nam Hồng                                                               | Nam Hồng                                                               |                                                                        |
| Lối ra đường Tây cao tốc                                                            | Đường Tây cao tốc                                                                        | Hà Nội                                                                 | Đông Anh                                                               | Kim Chung                                                              | Kim Chung                                                              | Chỉ hướng đi cầu Thăng Long                                            |
| Cầu vượt Kim Chung                                                                  | Quốc lộ 5 kéo dài (Đường Hoàng Sa)                                                       | Hà Nội                                                                 | Đông Anh                                                               | Kim Chung                                                              | Kim Chung                                                              |                                                                        |
| Phía Bắc cầu Thăng Long                                                             | Cầu Thăng Long Khu công nghiệp Bắc Thăng Long                                            | Hà Nội                                                                 | Đông Anh                                                               | Võng La                                                                | Hải Bối                                                                |                                                                        |
| Kết nối trực tiếp với cầu Thăng Long hướng đi đường vành đai 3, đường Phạm Văn Đồng |                                                                                          |                                                                        |                                                                        |                                                                        |                                                                        |                                                                        |